# Risiocnemis elegans
Risiocnemis elegans là loài chuồn chuồn trong họ Platycnemididae. Loài này được Kitagawa mô tả khoa học đầu tiên năm 1990.